# 王玉明 (机械设计及理论专家)
王玉明（1941年1月7日—），号韫辉，男，吉林梨树人，中国机械设计及理论（流体密封）专家，清华大学精密仪器与机械学系教授，中国工程院院士。

## 生平
1965年毕业于清华大学动力机械系燃气轮机专业。2003年当选为中国工程院院士。